# Pertica Alta
Pertica Alta (Pèrtega Àlta in dialetto bresciano) è un comune italiano sparso di 555 abitanti della provincia di Brescia in Lombardia. È situato nell'alta fascia della provincia e appartiene alla Comunità Montana della Valle Sabbia.

## Geografia fisica

### Territorio
Il comune di Pertica Alta è suddiviso in sei frazioni: 
- Belprato, fu comune autonomo fino al 1928 con il nome Bel Prato. Fino al 1863 si chiamò semplicemente Prato, dato che il prefisso "Bel" fu aggiunto con regio decreto 11 gennaio 1863, n. 1126, allo scopo di distinguerlo da altre municipalità omonime del Regno d'Italia[4];
- Lavino, sede delle scuole dell'Infanzia[5] e della scuola Primaria[6] facenti parte dell'Istituto Comprensivo di Vestone;
- Livemmo, sede del Comune, della Canonica, del Centro Interattivo di Studi-Museali di Cultura Prealpina di Pertica Alta[7] e della Biblioteca comunale "Maria Leali";
- Navono, piccolo borgo con ville antiche e strutture architettoniche tipiche del territorio, quali spicca la fontana-lavatoio sita nel centro del paese. Di importanza culturale per gli abitanti del borgo e delle frazioni circostanti, il Santuario dedicato ai SS. Nomi di Gesù e di Maria;
- Noffo, agglomerato di abitazioni di più recente costruzione rispetto alle altre frazioni. Il paese, a differenza degli altri, è privo di chiesa, per cui i cattolici del luogo hanno sempre fatto riferimento alla parrocchiale di Lavino dedicata a San Michele Arcangelo;
- Odeno.

Il comune si posiziona fra la Valle Trompia e la Valle Sabbia, nella piccola valle circoscritta fra i Torrenti Degnone e Tovere. Il territorio di Pertica Alta appartiene storicamente e geograficamente alla Valle Sabbia. È attraversato dalla strada provinciale SP50 Tavernole-Nozza; questa si diparte dal comune di Tavernole sul Mella e connette la Valle Trompia alla Valle Sabbia attraverso il Passo Termine, punto di confine tra i comuni di Marmentino e Pertica Alta e, per esteso, tra le Valli Trompia e Sabbia. All'interno del comune di Pertica Alta mette in comunicazione gli abitati di Lavino, Odeno, Livemmo e Belprato, scendendo poi nel centro di Nozza, frazione del comune di Vestone.
Pertica Alta è collegato al vicino comune di Pertica Bassa tramite la SP110 Forno d'Ono-Livemmo, strada che si diparte dall'abitato di Forno d'Ono di Pertica Bassa e, attraversando la borgata di Avenone,  si congiunge alla SP50 Tavernole-Vestone a Livemmo di Pertica Alta.

## Origini del nome
L'origine del nome è da ricercarsi nell'usanza longobarda secondo la quale i familiari di un guerriero caduto o disperso in battaglia lontano da casa erigevano una pertica sormontata da un simulacro di colomba rivolta verso il luogo dell'accaduto.

## Storia
Il comune di Pertica Alta fu creato nel 1928 dalla fusione dei comuni di Bel Prato, Livemmo e Navono. L'odierno territorio di Pertica Alta è una porzione dell'Universitas Perticae Vallis Sabbi, organizzazione sovraccomunale sicuramente attiva dal 1382. Tale organizzazione, fino al 1797, comprendeva l'odierno territorio di Pertica Bassa e gli abitati di Bisenzio e Presegno, oggi appartenenti all'amministrazione comunale di Lavenone.
Nel 2022 la frazione di Livemmo è una tra i 310 borghi e piccoli comuni destinatari di oltre 760 milioni di euro dei fondi previsti dal MiC per il Piano nazionale borghi, finanziato con il Pnrr, per investimenti per rigenerazione culturale, sociale ed economica. La Regione Lombardia ha selezionato e premiato la qualità della proposta di Livemmo, risultata la migliore sulle 32 lombarde, di cui 7 bresciane, erogando al borgo poco meno di 20 milioni di euro.

### Simboli
Lo stemma e il gonfalone sono stati concessi con decreto del presidente della Repubblica del 13 maggio 2003.
Il gonfalone è un drappo di verde.
Lo stemma attuale non riprende nessuno degli elementi presenti sugli emblemi di comuni che lo hanno formato: un bue passante per Livemmo, tre pietre di confine accostate per Navono, un leone rampante per Odeno.
È invece una variazione di quello liberamente adottato dal comune con delibera del 6 gennaio 1950 che raffigurava: due fasce azzurre per Belprato, simboleggianti il corso dei torrenti Tovere e Degnone; il sacello romano sulle cui rovine una tradizione, non confermata, vuole che sia sorta l'antica chiesa di Sant'Andrea, detta "dei Morti", di Barbaine, accostato da due abeti, piante che crescono nei boschi della zona; la stella d'argento, per Navono, simboleggia 
le frazioni dipendenti.

## Società

### Evoluzione demografica
Abitanti censiti

## Amministrazione
| Periodo        | Periodo        | Primo cittadino           | Partito             | Carica  | Note |
| -------------- | -------------- | ------------------------- | ------------------- | ------- | ---- |
| 27 maggio 1990 | 14 giugno 1999 | Walter Lionello Piccini   | DC poi lista civica | Sindaco |      |
| 14 giugno 1999 | 8 giugno 2009  | Denis Alessandro Zanolini | Lega Nord           | Sindaco |      |
| 8 giugno 2009  | in carica      | Giovanmaria Flocchini     | Lega Nord           | Sindaco |      |